# Holothele culebrae
Holothele culebrae là một loài nhện trong họ Theraphosidae.
Loài này thuộc chi Holothele. Holothele culebrae được Alexander Petrunkevitch miêu tả năm 1929.